# Villacidro

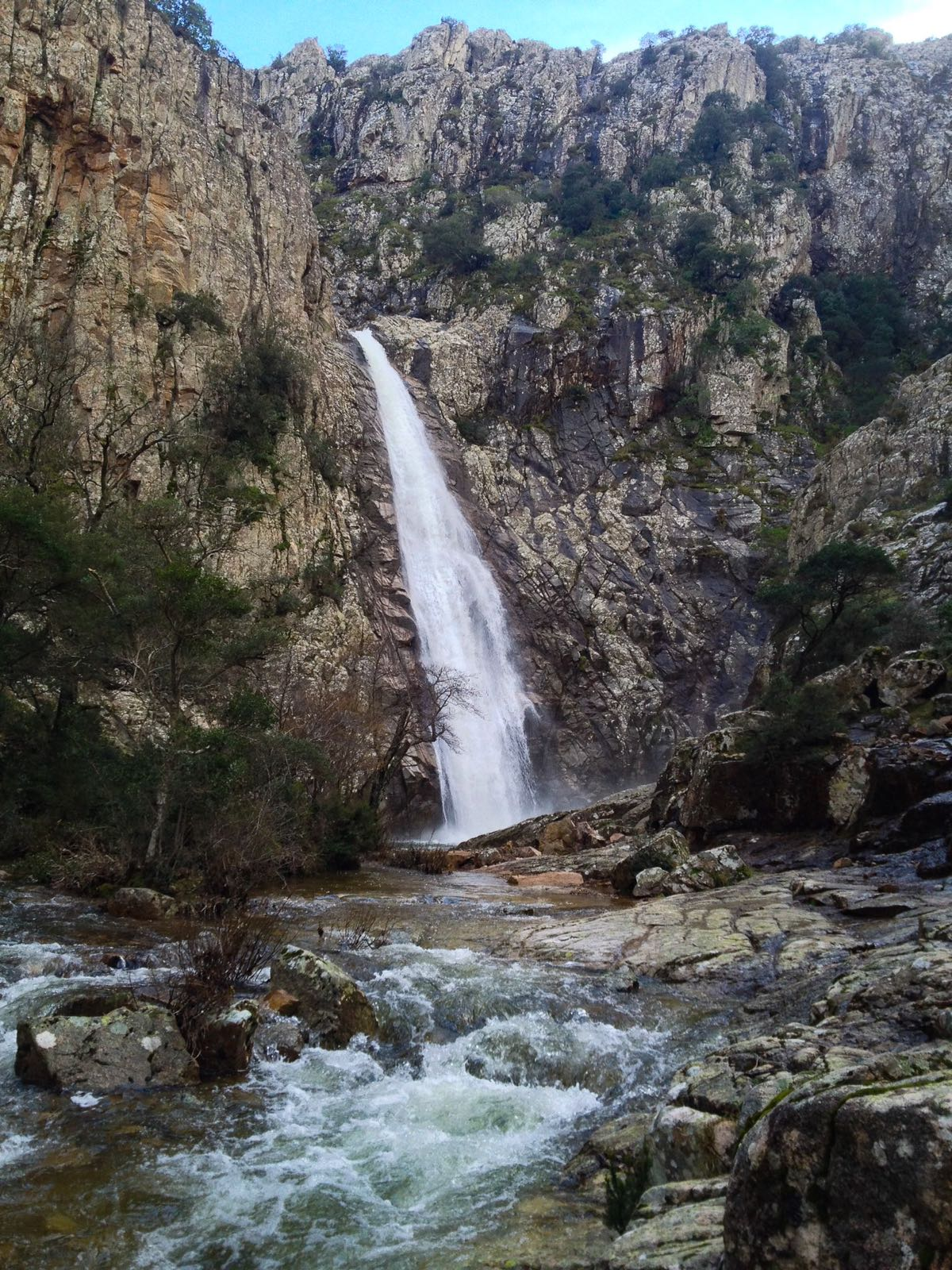
Le cours d'eau en sortie de la cascade Piscina Irgas.

Villacidro est une commune italienne d'environ 14 600 habitants située dans la province du Sud-Sardaigne, dans la région Sardaigne.

## Histoire
- D'après des fouilles archéologiques, on peut dater la naissance de Villacidro autour du IIe siècle apr. J.-C. (entre le Ier et le IIIe siècle plus exactement).
- Les Brondo est une famille de marchands qui achetèrent Villacidro en 1594[2].
- Dans les années 1740, Karl Gustaf Mandel met en place la fonderie de plomb de Villacidro.

## Activités économiques
L'activité économique de Villacidro est un peu à l'image de celle de la Sardaigne. En effet, Villacidro est issue d'une tradition pastorale très forte. Aujourd'hui, entre production d'huile d'olive de grande qualité, et production fruitière (agrumes, cerises..), Villacidro s'est dotée d'une zone industrielle (entre autres avec une industrie du textile) importante en 1968. On peut également noter la liqueur qui y est produite, à base d'anis et de safran.
Vu l'attrait nouveau pour la Sardaigne, cette ville mise aujourd'hui sur le tourisme pour relancer son activité économique.

## Administration
| Période                                  | Période      | Identité        | Étiquette                 | Qualité |
| ---------------------------------------- | ------------ | --------------- | ------------------------- | ------- |
| 25 mai 2003                              | 16 juin 2008 | Francesco Sedda | Centre gauche             |         |
| 16 juin 2008                             | En cours     | Ignazio Fanni   | Renouveau pour Villacidro |         |
| Les données manquantes sont à compléter. |              |                 |                           |         |

### Communes limitrophes
Domusnovas, Gonnosfanadiga, Iglesias, San Gavino Monreale, Sanluri, Serramanna, Vallermosa, Villasor

### Évolution démographique
Habitants recensés

## Sport
Son principal club de football était la Villacidrese qui évoluait en Ligue Pro Deuxième Division.
Le champion cycliste Fabio Aru est natif de San Gavino Monreale dans une famille de cette ville.